# 1962 na arte

## Nascimentos
| Data       | Nome           | Profissão    | Nacionalidade  | Observações | Ref |
| ---------- | -------------- | ------------ | -------------- | ----------- | --- |
| 10 de Maio | Charris        | pintor       | Espanha        |             |     |
| 14 de Maio | Paulo Barros   | carnavalesco | Brasil         |             |     |
| 16 de Maio | Lisa Yuskavage | pintora      | Estados Unidos |             |     |

## Mortes
| Data           | Nome                      | Profissão                            | Nacionalidade                              | Observações | Ref |
| -------------- | ------------------------- | ------------------------------------ | ------------------------------------------ | ----------- | --- |
| 16 de Janeiro  | Ivan Meštrović            | escultor                             | Áustria-Hungria (Croácia) / Estados Unidos | n. 1883     |     |
| 6 de Fevereiro | Candido Portinari         | pintor                               | Brasil                                     | n. 1903     |     |
| 13 de Maio     | Franz Kline               | pintor                               | Estados Unidos                             | n. 1910     |     |
| 6 de Junho     | Yves Klein                | artista                              | França                                     | n. 1928     |     |
| 25 de Junho    | Alberto da Veiga Guignard | pintor                               | Brasil                                     | n. 1896     |     |
| 3 de Setembro  | Aldo Locatelli            | pintor                               | Itália                                     | n. 1915     |     |
| 3 de Setembro  | E. E. Cummings            | poeta, pintor, ensaísta e dramaturgo | Estados Unidos                             | n. 1894     |     |
| 28 de setembro | Bernardo Marques          | pintor, ilustrador e cronista        | Portugal                                   | n. 1898     |     |
| 17 de Outubro  | Natalia Goncharova        | figurinista e pintora                | União Soviética                            | n. 1881     |     |
| ??             | Augusto Luis de Freitas   | pintor                               | Brasil                                     | n. 1868     |     |
| ??             | Georgina de Albuquerque   | pintora, desenhista e professora     | Brasil                                     | n. 1885     |     |
| ??             | Agnaldo dos Santos        | escultor                             | Brasil                                     | n. 1926     |     |

## Prémios
- Prémio Valmor e Municipal de Arquitectura 1962 - Francisco Keil do Amaral[1].